# Joel Fry
Pour les articles homonymes, voir Fry.
Joel Fry est un acteur, comédien, guitariste et chanteur britannique, né en 1985 à Londres. Il a étudié à la Brit School, avant de sortir diplômé de la prestigieuse Royal Academy of Dramatic Art de Londres en 2005.
Il joue dans de nombreuses séries télévisées britanniques, et particulièrement dans des sitcoms telles que Twenty Twelve, Plebs, Trollied ou White Van Man. Il interprète également Hizdahr zo Loraq dans la série à succès international Game of Thrones.
Également musicien, il a été chanteur et guitariste dans le groupe britannique Animal Circus, qui a sorti un EP, intitulé Snakes and Ladders en 2012. Il joue également du piano et de la batterie. En 2014, il est nommé par le journal The Independent dans sa liste annuelle Bright Young Things : The Best New Talent in The Arts.
En 2021, il tient le rôle titre dans le film d'horreur In The Earth, de Ben Wheatley et donne la réplique à Emma Stone, Emma Thompson et Paul Walter Hauser dans le film Cruella de Disney.

## Filmographie

### Cinéma
- 2008 : 10 000 de Roland Emmerich : Lu'kibu
- 2010 : Tamara Drewe de Stephen Frears : Steve Culley
- 2013 : I Will Rock You (Svengali), de John Hardwick
- 2017 : Paddington 2, de Paul King
- 2018 : Benjamin de Simon Amstell : Stephen
- 2019 : Yesterday de Danny Boyle : Rocky
- 2020 : Love Wedding Repeat de Dean Craig : Bryan
- 2021 : In the Earth de Ben Wheatley : Martin Lowery
- 2021 : Cruella de Craig Gillespie : Jasper Badun
- 2021 : Un garçon nommé Noël (A Boy Called Christmas) de Gil Kenan : Matt
- 2023 : Bank of Dave de Chris Foggin : Hugh
- 2023 : Haunting of the Queen Mary de Gary Shore : Patrick Calder
- 2023 : The End We Start From de Mahalia Belo : R
- 2024 : Paddington au Pérou (Paddington in Peru) de Dougal Wilson : Joel le postier

### Télévision
- 2012 : Twenty Twelve, (série télévisée) saison 2, de John Morton : Karl Marx
- 2013-2016 : Plebs (série télévisée), saisons 1 à 3 : Stylax
- 2014-2015 : Game of Thrones (série télévisée), saisons 4 et 5 : Hizdahr zo Loraq
- 2015 : You, Me and the Apocalypse (mini-série) : Dave Bosley
- 2015 : Ordinary Lies, (série télévisée) : Billy "Toke" Tyler
- 2015 : Meurtres au paradis (saison 4 épisode 2) : Steve Taylor
- 2018 : Requiem (mini-série) : Hal
- 2022-2023 : Our Flag Means Death (série télévisée) : Frenchie[7]
- 2024 : Doctor Who, (série télévisée) saison 2 épisode spécial JOY-eux Noël : Trev Simpkins

## Discographie
Avec Animal Circus :
- 2012 : Snakes and Ladders (EP)

## Théâtre
- 2002 : La Tragique Histoire du Docteur Faust[5]: Le docteur Faust
- 2007 : Les Hauts de Hurlevent : Heathcliff
- 2017 : Raising Martha,[1] de Michael Fentiman : Jago

## Jeux vidéo
- 2014 : Lego Le Hobbit : voix additionnelles